# Bill Heaton
William Henry Heaton, più conosciuto come Bill Heaton (Leeds, 26 agosto 1918 – 16 gennaio 1990) è stato un calciatore inglese, di ruolo centrocampista.

## Caratteristiche tecniche
Era un'ala.

## Carriera
Dopo la seconda guerra mondiale inizia a giocare nei dilettanti del Whitkirk, per poi alla regolare ripresa dei campionati nel 1946 passare al Leeds Utd, con cui all'età di 28 anni riesce ad esordire tra i professionisti, nella prima divisione inglese. A fine stagione in club retrocede in seconda divisione, categoria in cui Heaton gioca nella stagione 1947-1948 e nella prima parte della stagione 1948-1949 nella quale, dopo 59 presenze e 6 reti in partite di campionato, viene ceduto al Southampton, con cui conclude l'annata giocando 15 partite in seconda divisione. Nell'estate del 1949 si trasferisce ai semiprofessionisti dello Stalybridge Celtic, tornando poi tra i professionisti nella stagione 1950-1951, nella quale gioca 3 partite in terza divisione con il Rochdale; gioca infine nuovamente a livello semiprofessionistico, con il Witton Albion.